# Линген (Емс)
Линген (њем. Lingen) град је у њемачкој савезној држави Доња Саксонија. Једно је од 60 општинских средишта округа Емсланд. Према процјени из 2010. у граду је живјело 51.625 становника. Посједује регионалну шифру (AGS) 3454032, NUTS (DE949) и LOCODE (DE LIG) код.

## Географски и демографски подаци
Линген се налази у савезној држави Доња Саксонија у округу Емсланд. Град се налази на надморској висини од 24 метра. Површина општине износи 176,2 km². У самом граду је, према процјени из 2010. године, живјело 51.625 становника. Просјечна густина становништва износи 293 становника/km².

## Међународна сарадња
| Мјесто                                       | Држава               | Врста сарадње | Од    |
| -------------------------------------------- | -------------------- | ------------- | ----- |
|                                              | Француска            | партнерство   | 2004. |
| Салт                                         | Шпанија              | партнерство   | 1998. |
| Бјелава                                      | Пољска               | партнерство   | 1993. |
| Бертон на Тренту - област источни Стафордшир | Уједињено Краљевство | партнерство   | 1982. |
| Извор                                        |                      |               |       |